# Richtlinie 2003/86/EG (Familienzusammenführungsrichtlinie)
Die Richtlinie 2003/86/EG betreffend das Recht auf Familienzusammenführung, die nicht für Dänemark, Irland und das Vereinigte Königreich gilt, legt das Recht auf Familienzusammenführung fest. Staatsangehörigen aus Nicht-EU-Ländern, die sich rechtmäßig in der EU aufhalten, wird die Familienzusammenführung in dem EU-Land ihres rechtmäßigen Aufenthaltes erlaubt. Damit soll die Familiengemeinschaft aufrechterhalten und die Integration erleichtert werden. Einreise und Aufenthalt müssen einem Ehepartner aber nur dann gestattet werden, wenn der Zusammenführende nachweist, über Wohnraum, Krankenversicherung und feste und regelmäßige Einkünfte zu verfügen. Damit soll verhindert werden, dass Sozialhilfeleistungen des betreffenden Mitgliedstaates in Anspruch genommen werden.

## Inhalt
- Kapitel 1 (Artikel 1 bis 3): In den allgemeinen Bestimmungen wird die Anwendung der Richtlinie auf Zusammenführende im Besitz eines von einem Mitgliedstaat ausgestellten Aufenthaltstitels mit mindestens einjähriger Gültigkeit und der begründeten Aussicht, ein dauerhaftes Aufenthaltsrecht zu erlangen, beschränkt. Die Richtlinie betrifft ausdrücklich nicht Familienangehörige von Unionsbürgern. Zusammenführende, die auf Grund internationaler Verpflichtungen Schutz beantragt haben, über den noch nicht entschieden wurde, sind ebenfalls von ihr ausgenommen.

- Kapitel 2 (Artikel 4) regelt den persönlichen Geltungsbereich, indem nur Mitglieder der Kernfamilie (Ehepartner und minderjährige Kinder des Zuziehenden bzw. dessen Ehepartners) einen Rechtsanspruch auf Familienzusammenführung haben. Es liegt im Ermessen der Mitgliedstaaten, weiteren Familienmitgliedern die Zusammenführung zu erlauben.[2]

- Kapitel 3 (Artikel 5) regelt die Antragstellung und -prüfung.

- Kapitel 4 (Artikel 6 bis 8) regelt die Einschränkungen durch die Mitgliedsstaaten. So können aus Gründen der öffentlichen Ordnung, der öffentlichen Sicherheit oder der öffentlichen Gesundheit Ablehnungen erfolgen und die Mitgliedstaaten können verlangen, dass sich der Zusammenführende während eines Zeitraums, der zwei Jahre nicht überschreiten darf, rechtmäßig auf ihrem Hoheitsgebiet aufgehalten hat, bevor seine Familienangehörigen ihm nachreisen. Die Mitgliedstaaten dürfen – außer bei Flüchtlingen – Nachweise über Wohnraum, Krankenversicherung und regelmäßige feste Einkünfte des Zusammenführenden verlangen. Von den zuziehenden Drittstaatsangehörigen dürfen nach nationalen Regelungen Integrationsmaßnahmen verlangt werden.

- Kapitel 5 (Artikel 9 bis 12) enthalten spezielle Regelungen für die Familienzusammenführung von Flüchtlingen

- Kapitel 6 (Artikel 13 bis 15) regelt Einreise und Aufenthalt der Familienangehörigen

- Kapitel 7 (Artikel 16 bis 18) regelt Sanktionen und Rechtsmittel insbesondere bei irreführenden Angaben, ge- oder verfälschten Dokumenten, Vorliegen eines begründeten Verdachts auf Täuschung oder Scheinehe, Scheinpartnerschaft oder Scheinadoption und beim Wegfall zuvor erfüllter Bedingungen. Der Familienzusammenführende bzw. seine Angehörigen haben Anspruch darauf Rechtsbehelfe gegen abschlägige Bescheide einlegen zu können.

- Kapitel 8 (Artikel 19 bis 22) Schlussbestimmungen